# The Red Pill
The Red Pill (pol. Czerwona pigułka) – amerykański film dokumentalny z 2016 roku wyreżyserowany przez Cassie Jaye. Film bada ruch praw mężczyzn, po tym jak Jaye spędziła rok filmując zwolenników tego ruchu. Premiera filmu miała miejsce 7 października 2016 roku w Cinema Village w Nowym Jorku. Został on wydany na DVD i Blu-ray 7 marca 2017 roku przez Gravitas Ventures.

## Tytuł
Tytuł filmu nawiązuje do sceny z filmu Matrix, w której bohaterowi proponuje się wybór czerwonej pigułki, przedstawiającej prawdę i samoświadomość, lub niebieskiej pigułki, przedstawiającej powrót do błogiej ignorancji. Przez analogię stara się uwrażliwić na kontrast między manosferą a tym, co postrzegane jest w społeczeństwie z elementami ginocentrycznymi.

## Opis
The Red Pill zmienia podejście Jaye, które początkowo uważała ruch praw mężczyzn za ruch oparty na nienawiści, potem jednak zmieniła swoje stanowisko w tej sprawie. Zmiana ta jest ukazana w filmie poprzez pytania Jaye o własne poglądy na płeć, władzę i przywileje. Film omawia również kwestie, przed którymi stoją mężczyźni i chłopcy, takie jak: liczba samobójstw mężczyzn, liczba ofiar śmiertelnych w miejscu pracy i miejsc pracy wysokiego ryzyka, pobór do wojska, brak usług dla mężczyzn będących ofiarami przemocy domowej i gwałtów, wyższe wskaźniki wiktymizacji z użyciem przemocy, kwestie dotyczące rozwodów i opieki nad dziećmi, rozbieżność w orzecznictwie karnym, nieproporcjonalnie mniejsze środki finansowe i badania nad problemami zdrowotnymi mężczyzn, nierówność edukacyjna, społeczna tolerancja dla mizoandrii, obrzezanie i brak praw reprodukcyjnych mężczyzn.
Zawiera on wywiady z działaczami na rzecz praw człowieka i osobami wspierającymi ruch, takimi jak Paul Elam, założyciel A Voice for Men; Harry Crouch, przewodniczący amerykańskiej National Coalition for Men; Warren Farrell, autor The Myth of Male Power; oraz Erin Pizzey, która założyła pierwsze schronisko przeciw przemocy domowej we współczesnym świecie. Zawiera również wywiady z feministkami krytycznie nastawionymi do tego ruchu, takimi jak redaktor naczelna magazynu Ms. Katherine Spillar i socjolog Michael Kimmel. Zawiera również fragmenty dziennika wideo Jaye.

## Finansowanie
Według reżyserki Cassie Jaye, początkowo starała się ona znaleźć osoby gotowe sfinansować film o ruchu praw mężczyzn. W wywiadzie dla Breitbart News w październiku 2015 roku powiedziała, że "nie znaleźliśmy producentów wykonawczych, którzy chcieliby przyjąć wyważone podejście, znaleźliśmy ludzi, którzy chcieliby zrobić film feministyczny".
Jaye zamiast tego zaczęła robić film za własne pieniądze, jak również pieniądze od przyjaciół i rodziny. Rozpoczęła również kampanię na platformie crowdfundingowej Kickstarter, którą nazwała ostatecznością. Strona Kickstarter, która określała projekt jako uczciwe i wyważone spojrzenie na ruch praw mężczyzn, była ostro krytykowana przez niektóre feministki. Kampania zebrała 211 260 dolarów, przekraczając swój cel 97 000 dolarów.
Alan Scherstuhl, niechętny ruchowi praw mężczyzn, w swojej recenzji dla The Village Voice zasugerował, że wiele z osób finansujących film mogło być samodzielnymi działaczami na rzecz praw mężczyzn, tworząc w ten sposób konflikt interesów. Jaye powiedziała, że sugestia, iż film został sfinansowany przez ruch praw mężczyzn jest "popularnym kłamstwem, które wciąż się rozprzestrzenia". Jaye stwierdziła, że "nasza piątka najwięcej wpłacających zwolenników ... nie jest ani aktywistami na rzecz praw mężczyzn, ani feministkami. Powiedziałabym, że trzech z pięciu z nich nie wiedziało nawet o ruchu na rzecz praw mężczyzn, ale chciało bronić wolności słowa" i że zwolennicy i producenci filmu nie miało na niego żadnego wpływu ani kontroli.

## Premiera
Światowa premiera Red Pill miała miejsce 7 października 2016 roku w Cinema Village w Nowym Jorku. Wyświetlano tam film przez tydzień przed premierą w Los Angeles 14 października 2016 roku. Jednorazowe pokazy odbyły się również w różnych miejscach w Stanach Zjednoczonych, Kanadzie, Europie i Australii.
W marcu 2017 r. film został udostępniony w Internecie.

### Anulowanie pokazów filmu ze względu na oskarżenia feministek o mizoginiczną propagandę
Australijska premiera w kinie Palace Kino w Melbourne odwołała planowany na 6 listopada pokaz, po tym jak w obiegu pojawiła się petycja, która nazwała film "mizoginiczną propagandą". Petycja Change.org została uznana za zwycięską z 2370 podpisami. Kontrpetycja o unieważnienie decyzji zyskała w kolejnych dniach blisko 5000 zwolenników, określając oryginalną petycję jako "próbę zakazania wolności słowa w Australii" przez tych, którzy chcą zapobiec "projekcji filmu, który omawia kwestie, które ich zdaniem mogą kolidować z ich programem" Organizator David Williams skrytykował oryginalną petycję, stwierdzając, że nikt, kto podpisał petycję, nie zobaczyłby filmu.
Mayfair Theatre w Ottawie w Kanadzie odwołał prywatny pokaz filmu. Lee Demarbre, współwłaściciel i programista teatru, powiedział, że wieloletni mecenasi i sponsor teatru grozili, że jeśli film zostanie pokazany, przestaną robić interesy z lokalem. Pokaz został zorganizowany przez Canadian Association for Equality (CAFE). Justin Trottier, współzałożyciel CAFE, powiedział, że pokaz był próbą znalezienia wspólnego mianownika, a nie polaryzacją debaty. Julie Lalonde, która prowadzi Hollaback! Ottawa była jedną z kilku osób, które złożyły skargi do teatru. Powiedziała, że idea wolności ekspresji jest nadużywana.
Pokaz filmu został zaplanowany przez klub Wildrose on Campus Uniwersytetu w Calgary, organizację wspierającą studentów Wildrose Party w Albercie, ale został odwołany po wysłaniu przez klub maila o przeglądzie z tematem "Feminizm to rak" i rozpoczęciem "Ty i ja wiemy, że feminizm to rak". Aby stworzyć dialog na kampusie, postanowiliśmy podjąć działania". Klub zamieścił później przeprosiny na Twitterze i odwołał pokaz. W odpowiedzi na kontrowersje Jaye powiedziała, że nigdy nie utożsami feminizmu z rakiem, ale "byłaby ciekawa, dlaczego tak sądzą".
Po początkowym wyrażeniu zgody na sfinansowanie pokazu studenckiego, związek studencki z Sydney University odmówił tego, twierdząc, że film promuje przemoc wobec kobiet.

## Krytyka
Strona agregująca recenzje Rotten Tomatoes przyznała dokumentowi ocenę 29% opartą na 7 recenzjach krytyków, natomiast wg widzów film zdobył ocenę 92%.
Cathy Young z Heat Street wystawiła filmowi pozytywną ocenę, twierdząc, że poruszył ważne kwestie, które często nie są dyskutowane i wywołały zasłużoną krytykę feminizmu. Skrytykowała film za to, że nie poświęcił uwagi "ciemnej stronie męskiego ruchu" i stwierdziła, że film zyskałby na jawnej dyskusji na tematy, w których aktywiści na rzecz praw mężczyzn znajdują się na znacznie bardziej wstrząsanym gruncie.
Corrine Barraclough, z australijskiego tabloidu The Daily Telegraph, powiedziała: "przesłanie The Red Pill to współczucie", a film sprawił, że "zaczęła się zastanawiać, dlaczego feministki tak bardzo starały się uciszyć tę kluczową rozmowę".

## Nagrody
The Red Pill zdobył trzy nagrody na Międzynarodowym Festiwalu Filmowym Idyllwild 2017 (ang.) Idyllwild International Festival of Cinema: Best of Festival, Excellence in Directing Documentary i Excellence in Producing a Documentary Cassie Jaye zdobyła również nagrodę "Women in Film Award" na Hollywood Digifest Festival za swoją pracę nad filmem.